# کورتیدو
کورتیدو (انگلیسی: Curtido؛ ‏تلفظ اسپانیایی: [kuɾˈtiðo]) نوعی چاشنی کلم تخمیرشده است. این چاشنی در غذاهای السالوادوری و سایر کشورهای آمریکای مرکزی معمول است و معمولاً با کلم، پیاز، هویج، پونه کوهی و گاهی عصارهٔ لیموی شیرازی درست می‌شود و شباهت زیادی با کلم‌ترش، کیمچی یا ترشی سالادکلم است. کورتیدو معمولاً در کنار پوپوسا سِـرو می‌شود.
در کشور بلیز دستور تهیه کورتیدو اندکی متفاوت است و با پیاز، فلفل تند هابانرو و سرکه درست می‌شود و از آن در کنار سالبوت، گارناچا و دیگر غذاهای رایج در آشپزی بلیزی استفاده می‌شود.